# Prelivni bazen
Prelivni bazen je bazen, pri katerem se voda iz osrednje kadi preliva v kompenzacijski bazen, od tam pa skozi fiter prečrpava nazaj v osrednjo kad. Takšno kroženje zagotavlja sprotno čiščenje vode. Velja za dražjo izvedbo bazena, primerno zlasti za večje javne bazenske komplekse (kopališča, zdravilišča, hoteli). 

### Zgradba in značilnosti
Osrednjo kad oz. bazensko školjko od prelivnega kanala ločuje prelivni rob. Voda s površja se čezenj preliva v prelivni kanal in od tam odteka v (skrit) kompenzacijski bazen do nekaj metrov stran, od koder se črpa skozi čistilno napravo ali filter, kjer se preveri njena kakovost in po potrebi prečisti, razkuži, tudi ogreje, nato pa skozi šobe vrne v bazen. Zaradi prelivne zasnove bazena je voda navadno v višini okolne pohodne površine, kar omogoča boljši, nezastrt razgled in lažje plavanje, saj ni povratnih, od stene odbitih valov. Voda se čisti sproti, pogosto vzdolž celotnega bazena, zaradi položaja šob za vračanje vode pri tleh se na dno bazena useda manj umazanije, prav tako se ta ne nalaga ob robu.

### Vrste preliva oz. prelivnega kanala[4]
- Običajni (klasični) prelivni kanal je po celotni dolžini enako širok in načeloma urejen okoli celotnega bazena. Navadno je prekrit s pohodno rešetko (najpogosteje plastično bele barve, za večji estetski učinek pa keramično v barvi ploščic, z rahlim nagibom[5]). Gladina vode je poravnana s pohodno površino.Bazen s prelivom v panoramo Marina Bay Sands v Singaporu, pogled ob prelivnem robu
- Skriti prelivni kanal označuje prelivni kanal kapljastega prereza (pri dnu je širok, proti vrhu pa se zoži v špranjo) okoli bazena; zaradi razmeroma širokega prelivnega roba je kanal manj opazen. Gladina vode je poravnana s pohodno površino.
- Finski preliv označuje običajen prelivni kanal, ki pa je v celoti prekrit s pohodno površino, prelivni rob se torej končuje pod njo; ta tip prelivnega bazena zaradi višjega oboda spominja na preproste starejše izvedbe bazenov brez samočistilnega sistema.
- Preliv po steni označuje bazene z dvignjenim prelivnim robom zaobljene ali prisekane oblike in običajnim ali skritim prelivnim kanalom.
- Preliv v panoramo (tudi neskončni bazen po angl. infinity pool) označuje razgledno izvedbo bazena, pri kateri je prelivni rob na eni ali več straneh znižan glede na siceršnji obodni rob bazena, voda pa po bolj ali manj nagnjeni steni odteka v precej nižji, odprt prelivni kanal, kar daje vtis v zraku lebdeče vode oz. plavanja nad slapom. Učinek je največji, če se pogled odpira na jezero ali morje, saj ločnica med bazenom in vodnim telesom ni več jasna in se zdi, kot da se bazen nadaljuje kilometre daleč.